# Клей Стенлі
Клейтон Стенлі  (англ. Clayton Stanley, 20 січня 1978) — американський волейболіст, олімпійський чемпіон.

## Виступи на Олімпіадах
| Олімпіада   | Дисципліна | Місце |
| ----------- | ---------- | ----- |
| Афіни 2004  | волейбол   | 4     |
| Пекін 2008  | волейбол   | 1     |
| Лондон 2012 | волейбол   | 5     |